# 钟阳
钟阳（1972年1月—），女，布依族，江西省吉安市人，中华人民共和国政治人物。第十四届全国人大代表。

## 生平
1972年1月，钟阳出生在江西省吉安专区（今吉安市）。1990年，钟阳考入西南民族学院（今西南民族大学）历史系历史专业学习，毕业前的1994年5月加入中国共产党。
1994年7月大学毕业后，钟阳进入中国共产主义青年团贵阳市委员会组织部，1998年3月出任副部长，2000年3月升任部长，2002年5月出任副书记。2005年6月，钟阳调任中共贵阳市委秘书长。
2009年3月，钟阳下调地方，出任中共息烽县委副书记，2011年10月兼任副县长、代县长，2012年1月正式出任县长。2014年1月，钟阳升任县委书记。
2015年5月，钟阳出任贵阳国家经济技术开发区党工委副书记、管委会主任，同年10月出任工委书记、中共贵阳市花溪区委书记以及贵安新区党工委委员。
2018年12月，钟阳调任黔南布依族苗族自治州人民政府副州长，次年12月出任中共黔南州委常委、常务副州长，州政府党组副书记，2020年8月兼任州委国有企业工作委员会书记。2021年3月，钟阳升任中共黔南州委副书记、州政府党组书记、州长。

### 落马
2023年4月18日，钟阳涉嫌严重违纪违法，接受贵州省纪委监委纪委监委纪律审查和监察调查。
2024年1月29日，遵义市中级人民法院一审公开开庭审理了钟阳受贿一案，从2010年至2021年，钟阳为有关单位和个人在协议签订、工程承揽、项目推进、资金拨付等事项上提供帮助，非法收受财物共计折合人民币5896万余元，其中2900万元未实际取得。7月29日，遵义市中级人民法院一审公开宣判钟阳以受贿罪判处有期徒刑13年，并处罚金人民币100万元。9月1日，钟阳严重违纪违法遭到开除党籍开除公职（双开）处分。
截止2025年8月，黔南布依族苗族自治州已经五任州长被查。2020年1月，李月成（2007年至2011年）被查。2022年3月，向红琼（2011年至2016年）被查。2025年7月24日，吴胜华、（2016年至2021年）被查。2025年8月1日，向承强被查。